# ديران سارافيان
ديران سارافيان (بالإنجليزية: Deran Sarafian)‏ هو كاتب سيناريو ومخرج وممثل أمريكي، ولد في 17 يناير 1958 بلوس أنجلوس في الولايات المتحدة.

## أعمال

### أفلام
- (1983) من العاشرة حتى منتصف الليل

### مسلسلات
- هاوس

## وصلات خارجية
- ديران سارافيان على موقع IMDb (الإنجليزية)
- ديران سارافيان على موقع ألو سيني (الفرنسية)
- ديران سارافيان على موقع أول موفي (الإنجليزية)
- ديران سارافيان على موقع قاعدة بيانات الأفلام السويدية (السويدية)
- ديران سارافيان على موقع قاعدة بيانات الفيلم (الإنجليزية)
- ديران سارافيان على موقع كينوبويسك (الروسية)